# Казацкая могила (Александрув-Куявски)

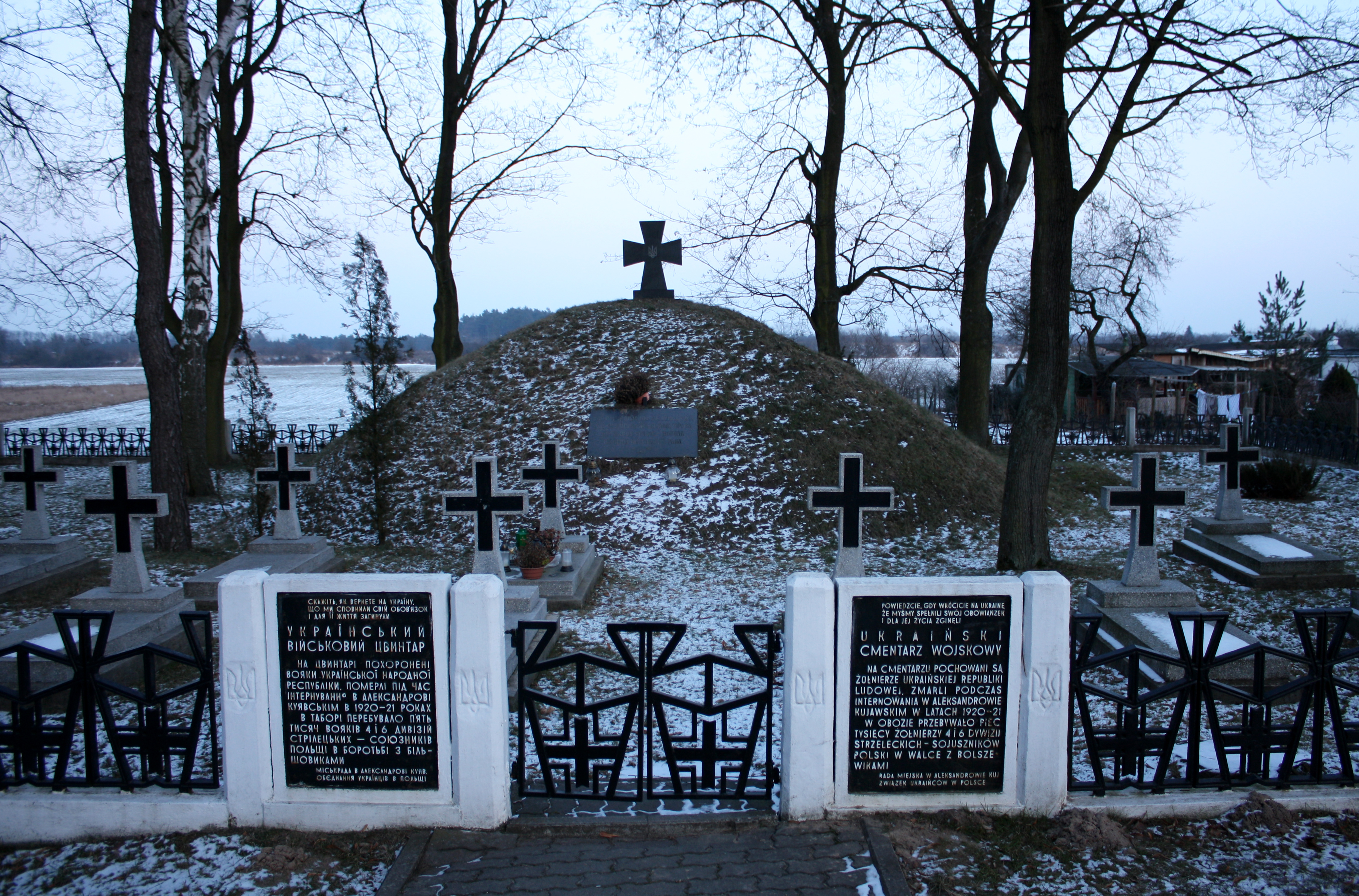
Общий вид кладбища.

Казацкая могила в Александруве-Куявском — захоронение 17 солдат Армии УНР, помещённых в декабре 1920 года в лагерь интернированных № 6 и умерших в период нахождения в нём (перед расформированием лагеря осенью 1921 года).
Кладбище служило местом религиозных и патриотических торжеств, организовывавшихся украинскими эмигрантами, находившимися в Польше в период между двумя мировыми войнами. После 1945 года, когда украинские общины в Поморье и Куявии были рассеяны, о кладбище забыли. Инициаторами его восстановления в 1991 году выступили историк Эмилиан Вышка и полковник Симон Сметана. С 1993 года в первую субботу июня на кладбище проводятся экуменические богослужения.
Комплекс кладбища образует курган с запорожским крестом, 17 надгробий с крестами, без именных табличек и ограждений с информационными табличками.

## Обстоятельства появления кладбища
Кладбище умерших в лагере соладт армии УНР было основано во времена существования лагеря для интернированных. В 1921 году граф Эдвард Мицельский-Трояновский выделил для этой цели участок земли вблизи бараков лагеря. 24 июля того же года офицеры, находившиеся в лагере, призывали других интернированных к упорядочению кладбища и установке на нём памятника. Было собрано 20000 польских марок, что позволило упорядочить захоронения и подготовить проект памятника-кургана. Работы по благоустройству и насыпке кургана выполнили сами интернированные. Сразу после появления курган выглядела следующим образом:
На кургане установлен чёрный запорожский крест. В середине креста расположен герб - тризуб, а на плечах надпись на украинском языке: «Борцам за свободу Украины, офицерам и солдатам 4-й и 6-й дивизий». На оборотной стороне была надпись: «Pro Ukraine libertate mortuis» и далее по-польски — «Bohaterom walki o wolność Ukrainy 4 i 6 Dywizje Ukraińskie - 1921»
На переднем склоне кургана интернированные прикрепили табличку из красного песчаника с надписью на украинском языке: «Пусть враг знает, что казацкая сила / ещё не умерла под игом тирана / что каждая степная могила / это вечная неотмщённая рана».

### Освящение
18 сентября 1921 года в Александрув-Куявский прибыл главный капеллан Армии УНР, священник Павел Пащевский, который справивл Святую Литургию в лагерной часовне, после чего освятил кладбище. На торжествах присутствовали представители городских властей. Речи произнесли один из присутствующих чиновников, священник Пащевский и хорунжий Соловчук от имени лагерной общины. На 17 могилах были возложены венки, под пение «Завещания» на слова Тараса Шевченко.
Кладбище было обнесено колючей проволокой и бетонными столбиками с тризубами, захоронения прикрыто дёрном, и на них были размещены таблички с фамилиями захороненных.

## Кладбище как место памяти

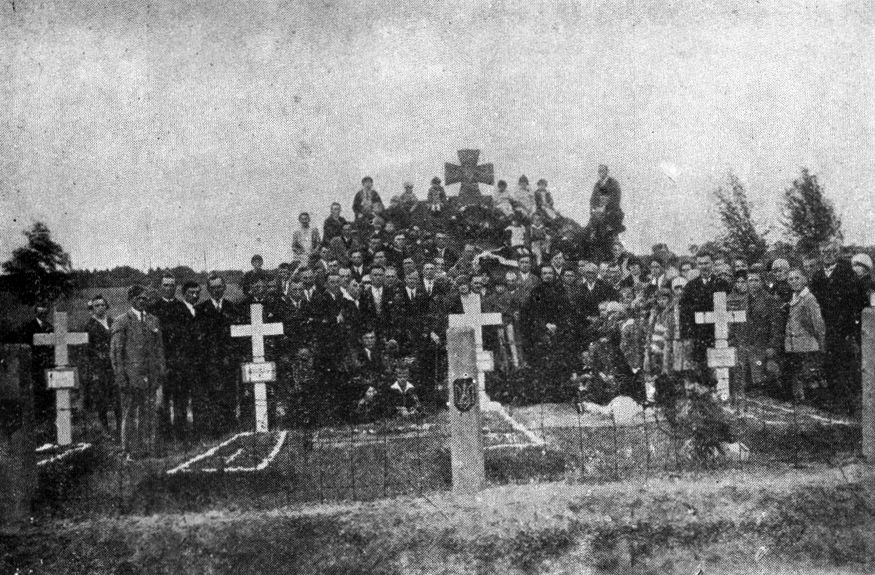
Панихида по Симону Петлюре. 1930 год.

В межвоенное двадцатилетие Александрувское украинское кладбище было местом ежегодных богослужений и патриотических торжеств, которые собирали объединения эмигрантов-украинцев со всей территории Поморья и Куявии. Украинская название кладбища — Казацкая могила. 29 мая 1927 года здесь была впервые справлена панихида по Симону Петлюре. Богослужение провёл священник прихода Святого Николая в Торуни Стефан Рудык. С этого времени панихиды по Петлюре и других участникам борьбы за независимость Украины стали в Александруве-Куявском традицией; участие в них принимали украинцы со всего региона. После службы происходили торжественные академии. В 1930 году Казацкая могила была облагорожена группой эмигрантов под руководством M. Чохи. В 1932 году были впервые объединены церемонии памяти Симона Петлюры с празднованием годовщины возрождения украинской армии.
Как писал в 1939 году участник церемонии на кладбище Виктор Бабич,
Приезжали на утреннюю службу в местной православной церкви, которая в тот день не могла вместить верующих (...). Прибывали в Александрув-Куявский люди из всех возможных направлений (...). (...) У десятого часа все собирались возле рынка. Здесь начинали формироваться отделения бывших солдат Армии Украинской Народной Республики. Раздавались возгласы и рапорты, отдавались команды и приказы старшины. (...) Украинское военное кладбище был облагорожено и украшено цветами.

## История кладбища после Второй мировой войны

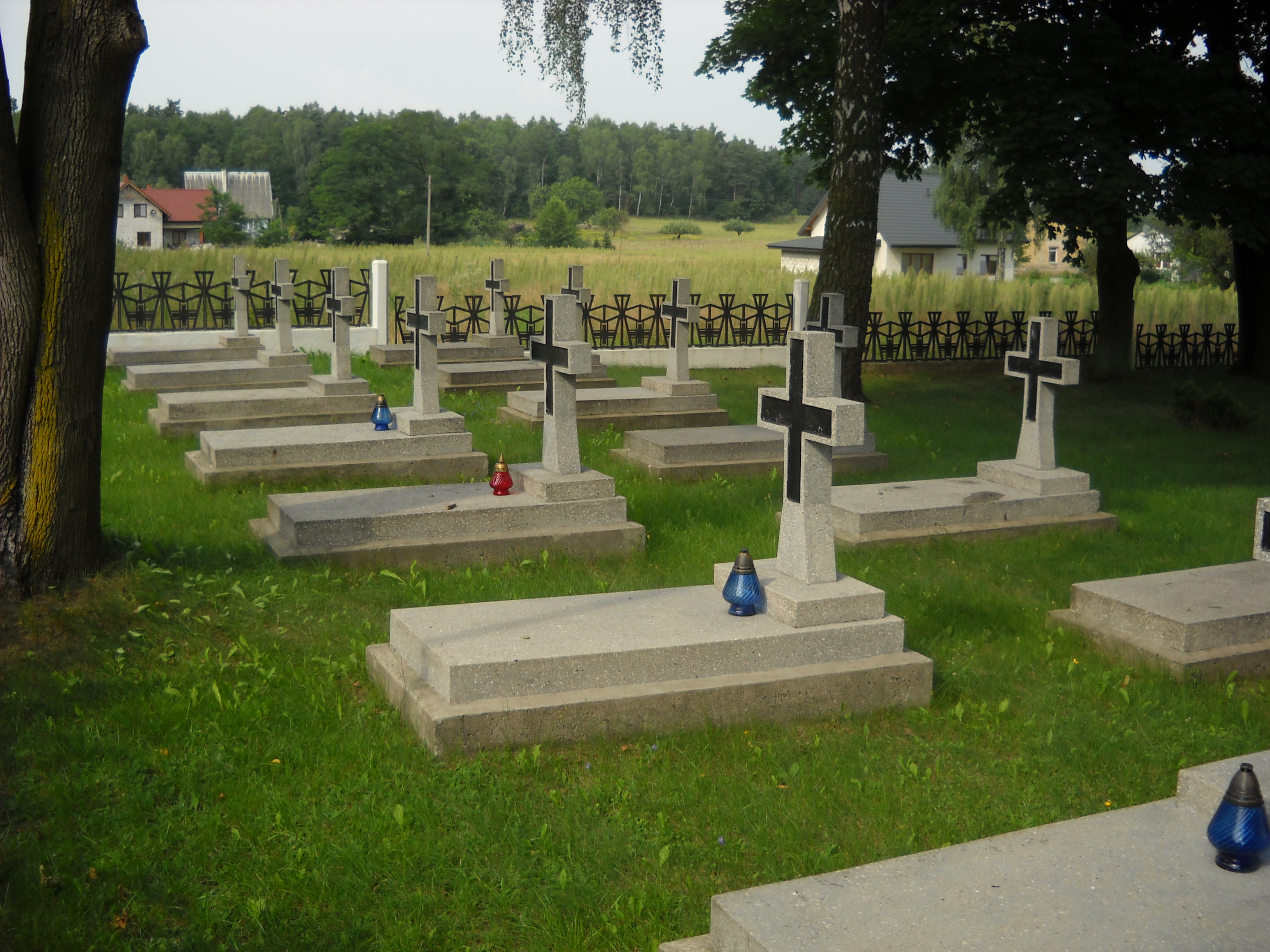
Вид кладбища, лето 2010 года.

После рассения объединений украинских эмигрантов на Поморье и Куявии, а среди них и групп, проживавших в самом Александруве-Куявском и в Торуни, после 1945 года о кладбище забыли.
К его восстановлению приступили весной 1991 года по инициативе историка Эмилиана Вешки и полковника Симона Сметаны, при поддержке органов местного самоуправления, в частности — городского головы Александрува-Куявского Здислава Насиньского и его заместителя Станислава Крисиньского. С апреля 1992 года по весну 1993 года было осуществлено благоустройство кладбища, во время которого восстановлено ограждение с использованием сохранившихся столбиков, изготовлена новая памятная табличка с оригинальной надписью, высеченной тем же шрифтом. Работы выполнила львовская фирма «Некрополис». Патронаж над проектом взяло на себя Объединение украинцев в Польше и посольство Украины в Республике Польша. Во главе общественного координационного комитета стал Славомир Маньковский.
Восстановленное кладбище было открыто 12 июня 1993 года, когда православное, грекокатолическое, лютеранское и католическое духовенство сослужили экуменическую литургию. Среди них были римско-католический епископ Вроцлавский Бронислав Дембовский, греко-католический митрополит Перемышльско-Варшавский Ян Мартиняк и православный архиепископ Лодзинский и Познанский Симон. Власти Украины на торжествах представлял посол Украины в Республике Польша Геннадий Удовенко и заместитель министра обороны Украины генерал Владимир Мулява. Мэр Александрува-Куявского в своём выступлении подчеркнул важность действий, направленных на сохранение общей истории в контексте европейской интеграции. Проводник Объединения украинцев в Польше высказался о необходимости сближения двух наций и предотвращения вражды между ними в будущем.
Экуменическая литургия проходит с этого времени в каждую первую субботу июня.